# 대한민국 형사소송법 제128조
대한민국 형사소송법 제128조는 압수목록의 교부에 대한 형사소송법의 조문이다.

## 조문
제129조(압수목록의 교부) 압수한 경우에는 목록을 작성하여 소유자, 소지자, 보관자 기타 이에 준할 자에게 교부하여야 한다.

第128條(證明書의 交付) 搜索한 境遇에 證據物 또는 沒取할 物件이 없는 때에는 그 趣旨의 證明書를 交付하여야 한다.

## 참고 문헌
- 손동권 신이철, 새로운 형사소송법(초판, 2013), 세창, 2013. ISBN 9788984114081

## 같이 보기
- 압수